# Panj (film)
Panj (albansko Zgjoi) je kosovski dramski film režiserke Blerte Basholli, ki je izšel leta 2021 v mednarodni distribuciji podjetja Zeitgeist Films. V glavnih vlogah so nastopili Yllka Gashi, Çun Lajçi in Aurita Agushi.
Zgodba govori o vojni vdovi, ki se začne ukvarjati s podjetništvom, da bi preskrbela družino, pri tem pa naleti na odpor patriarhalnega lokalnega okolja. Ob premieri na filmskem festivalu Sundance je Panj prejel glavno nagrado žirije v svoji sekciji in več drugih.

## Sinopsis
Film temelji na resnični zgodbi Fahrije, ki se po izginotju njenega moža v vojni na Kosovu loti prodaje ajvarja in medu, da bi pomagala finančno preskrbeti družino, in sčasoma k podjetju pritegne tudi druge ženske.
Njena ambicija in prizadevanje za opolnomočenje sebe ter drugih žensk močno odstopata od tradicionalnih spolnih vlog v njeni vasi, ki je močno patriarhalno in mizogino okolje, zato nista sprejeta z odobravanjem. Le s težavo skrbi za družino in se bori z lokalno skupnostjo, ki ji želi neuspeh.

## Igralska zasedba
- Yllka Gashi kot Fahrije
- Çun Lajçi kot Haxhi
- Aurita Agushi kot Zamira
- Kumrije Hoxha kot Nazmije
- Adriana Matoshi kot Lume
- Molikë Maxhuni kot Emine
- Blerta Ismaili kot Edona

## Izid in odziv
Svetovno premiero je Panj doživel na filmskem festivalu Sundance 31. januarja 2021, v tekmovalni sekciji igrani svetovni film. Tam je postal prvi film v zgodovini festivala, ki je hkrati osvojil glavno nagrado žirije, nagrado občinstva in nagrado za najboljšo režijo v tej sekciji. Na podlagi uspeha sta 8. septembra 2021 pravice za mednarodno distribucijo odkupila Zeitgeist Film in Kino Lorber. 5. novembra 2021 je prišel na spored v ameriških kinematografih. Izbran je bil tudi za kosovskega kandidata za oskarja za najboljši mednarodni celovečerni film na 94. podelitvi oskarjev.
Po spletišču Rotten Tomatoes, ki zbira in povpreči ocene recenzentov, je vseh 75 zabeleženih recenzij pozitivnih, s povprečno oceno 7,8 od 10. Kritiki so izpostavili predvsem močno igro Yllke Gashi.